# チロエ島

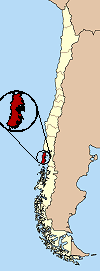
チロエ島の位置

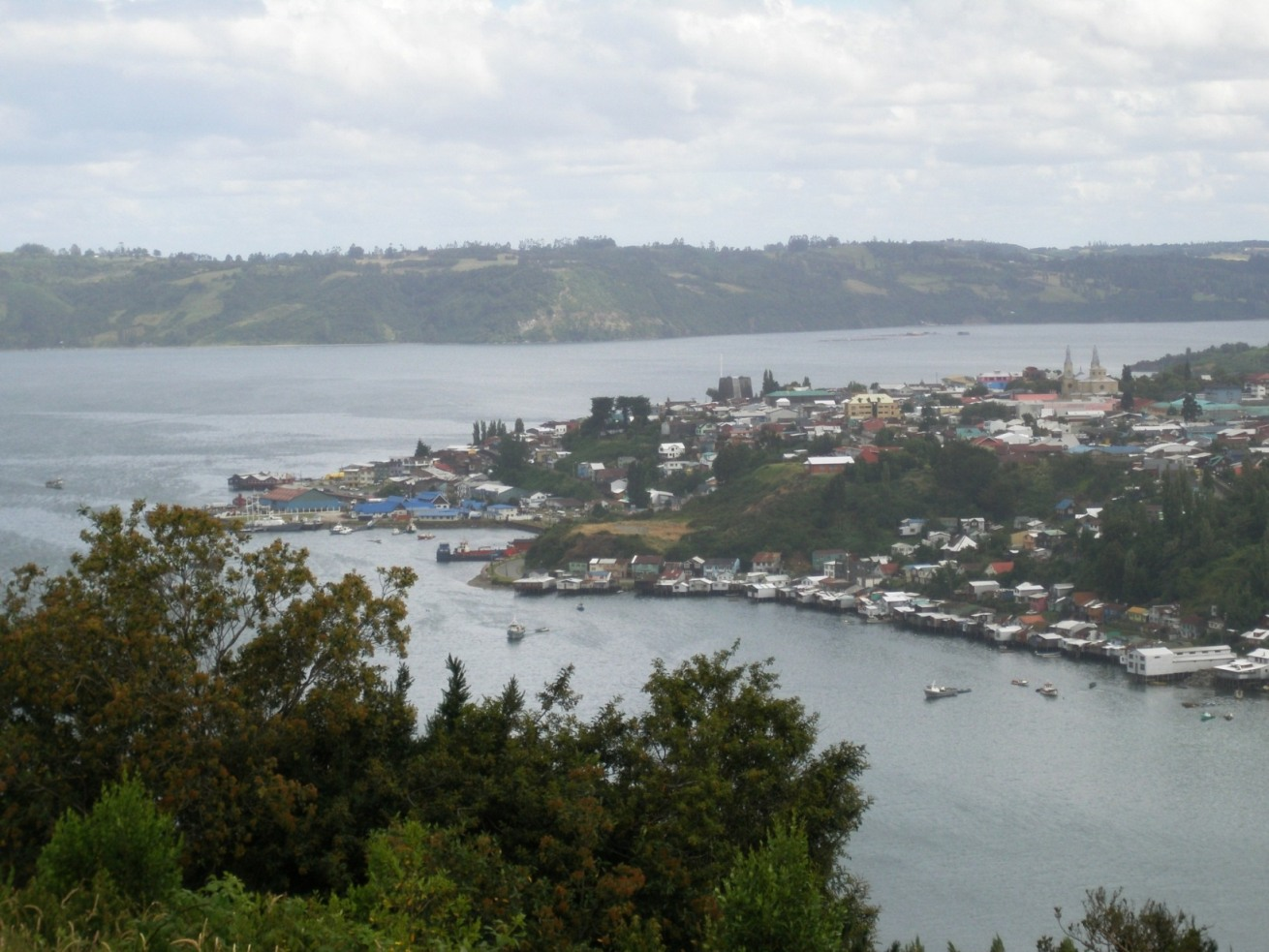
カストロの町

チロエ島（スペイン語：Isla de Chiloé）は、チリのロス・ラゴス州にある大きな島。面積は8,394 km2で、チリの島ではフエゴ島に次いで広く、南米でも5番目に広い島。チロエ島とその周辺の小島で構成されるチロエ諸島の主島である。Isla Grande de Chiloéともいう。
島の人口は155,000人（2002年）。主要産業は、農業（チョノスにんにくが有名）、林業、サケ養殖、観光である。2000年にチロエの教会群が世界遺産に登録され、観光客が増えている。
本土との間にチャカオ海峡大橋を架ける計画があり、2012年の完成を目指していたが、予算面の問題で現在、計画が中断されている。

## 地理
チリの本土とは、北はチャカオ海峡で、東はアンクー湾とコルコバド湾で隔てられている。西は太平洋に面している。南はコルコバド湾の一部を挟んでチョノス諸島がある。チロエ島は南北190 km、東西55 - 65 kmの長方形をしている。
チロエ県の首都で島の中心地のカストロは東海岸中部にあり、人口は約40,000人。第二の都市は島の北西にある旧首都のアンクーである。
チリの中部には太平洋沿岸部に、アンデス山脈と平行に走る海岸山脈があり、チロエ島や、南のチョノス諸島は山脈の南端の続きである。島の東部は海岸線が複雑で本土との間には小島が点在している。
チロエ島は南緯41度から44度の間に位置しており、冷涼で湿度が高い。西海岸には温帯多雨林が広がり、その一部は国立公園に指定されている。東海岸はアンデス山脈の影響で比較的に乾燥している。

## 歴史
- チロエ島には先住民として遊牧民のチョノス人がいた。後からやってきたマプチェ族の人々が東海岸で漁業や農業を行った。
- 1567年、スペインが島の領有を宣言し、カストロを建設する。のちにカストロはイエズス会布教の拠点となり、アンクーが建設されるまでチロエ県の首都だった。
- 1768年、アンクーが建設され、チロエ県の首都になる。
- 1784年、ペルー副王領の直轄地となる。
- 1817年12月、チリの独立で追われたスペイン軍の最後の拠点となる。
- 1826年1月、スペイン軍の残党が降伏し、チロエ島はチリ領に併合された。
- 1834年から1835年にかけてチャールズ・ダーウィンが島に滞在し、南部チリの印象を彼の日記に残した。
- 1960年、チリ地震で壊滅的な被害を受ける。
- 1982年、カストロが再びチロエ県の首都になる。
- 2000年、チロエの教会群が世界遺産に登録される[1]。